# Gazéification du charbon
La gazéification du charbon est le processus de production de gaz de synthèse — un mélange composé principalement de monoxyde de carbone (CO), de dihydrogène (H2), de dioxyde de carbone (CO2), de méthane (CH4) et de vapeur d'eau (H2O) — à partir de charbon et d'eau, d'air et/ou d'oxygène.
Historiquement, le charbon était rendu gazeux pour produire du gaz de houille, également appelé « gaz de ville ». Le gaz de charbon est combustible et était utilisé pour le chauffage et l'éclairage municipal au XIXe siècle, avant l'avènement de l'extraction à grande échelle du gaz naturel des puits de pétrole.
Dans la configuration actuelle, les installations de gazéification du charbon à grande échelle sont principalement destinées à la production d'électricité ou à la production de matières premières chimiques. L'hydrogène obtenu à partir de la gazéification du charbon peut être utilisé dans diverses applications telles que la production d'ammoniac, l'alimentation d'une économie d'hydrogène ou la valorisation des combustibles fossiles.
D'autre part, le gaz de synthèse dérivé du charbon peut être converti en carburants de transport tels que l'essence et le gazole grâce à un traitement supplémentaire, ou en méthanol, qui lui-même peut être utilisé comme carburant de transport ou additif pour carburant, ou converti en essence.
Le gaz naturel issu de la gazéification du charbon peut être refroidi jusqu'à ce qu'il se liquéfie pour être utilisé comme combustible dans le secteur des transports.

## Histoire
Dans le passé, le charbon était transformé en gaz de ville, qui était acheminé aux clients pour être brûlé pour l'éclairage, le chauffage et la cuisson. Les prix élevés du pétrole et du gaz naturel ont suscité un intérêt accru pour les technologies de « conversion de BTU » telles que la gazéification, la méthanisation et la liquéfaction. La Synthetic Fuels Corporation était une société financée par le gouvernement américain, créée en 1980 pour créer un marché pour des alternatives aux combustibles fossiles importés (comme la gazéification du charbon). La société a été dissoute en 1985.

### Débuts de la production de gaz de charbon par carbonisation

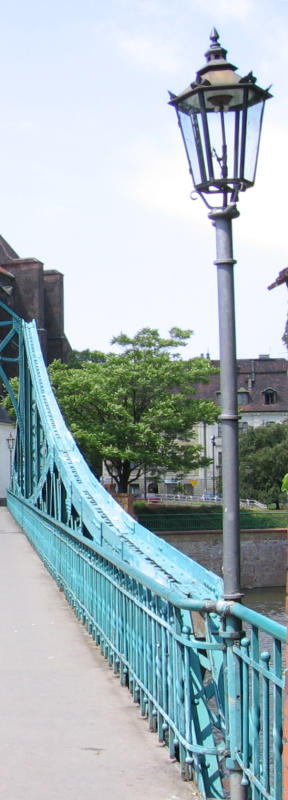
Lampadaire à gaz dans le centre historique de Wrocław, Pologne.

Le scientifique flamand Jean-Baptiste Van Helmont a utilisé le nom de « gaz » dans ses Origines de la médecine (c. 1609) pour décrire sa découverte d'un « esprit sauvage » qui s'échappait du bois et du charbon chauffés, et qui « différait peu du chaos des anciens ». Des expériences similaires ont été menées en 1681 par Johann Becker de Munich et en 1684 par John Clayton de Wigan, en Angleterre. Ce dernier l'appelait « L'esprit du charbon ». L'ingénieur William Murdoch (plus tard connu sous le nom de Murdock) a découvert de nouvelles façons de fabriquer, de purifier et de stocker le gaz. Entre autres, il a illuminé sa maison à Redruth et son cottage à Soho, Birmingham en 1792, l'entrée des locaux des commissaires de police de Manchester en 1797, l'extérieur de l'usine de Boulton et Watt à Birmingham, et une grande filature de coton à Salford, Lancashire en 1805.
Le professeur Jan Pieter Minckeleers a éclairé sa salle de conférence à l'Université de Louvain en 1783 et Lord Dundonald a illuminé sa maison à Culross, en Écosse, en 1787, le gaz étant transporté dans des récipients scellés provenant des usines de goudron locales. En France, Philippe Lebon fait breveter un foyer à gaz en 1799 et fait la démonstration de l'éclairage public en 1801. D'autres manifestations ont suivi en France et aux États-Unis, mais il est généralement reconnu que la première usine à gaz commerciale a été construite par la London and Westminster Gas Light and Coke Company sur Great Peter Street en 1812 en posant des tuyaux en bois pour éclairer le pont de Westminster avec des lampes à gaz, le soir du Nouvel An en 1813. En 1816, Rembrandt Peale et quatre autres personnes fondèrent la Gas Light Company de Baltimore, la première entreprise de fabrication de gaz en Amérique. En 1821, le gaz naturel était utilisé commercialement à Fredonia, New York. La première usine à gaz allemande a été construite à Hanovre en 1825 et en 1870, il y avait 340 usines à gaz en Allemagne qui produisaient du gaz de ville à partir de charbon, de bois, de tourbe et d'autres matériaux.
Les conditions de travail à l'usine de Horseferry Road de la Gas Light and Coke Company, à Londres, dans les années 1830, ont été décrites par une journaliste française, Flora Tristan, dans ses Promenades Dans Londres :

« – Les deux rangées de fours de chaque côté étaient allumées ; – cette fournaise ne rappelle pas mal les  descriptions que l'imagination des poëtes de l'Antiquité nous a laissé des forges de Vulcain, avec cette différence qu'une activités et une intelligence divines animaient les cyclopes, tandis que les noirs serviteurs des fournaises anglaises sont mornes, silencieux et anéantis. […] Le foreman me dit qu'on choisissait  les chauffeurs parmi les plus forts, que néanmoins tous devenaient poitrinaires au bout de sept ou huit ans d'exercice  et mouraient de phtisie. – Cela expliquait la tristesse, l'apathie empreintes sur la figure et dans tous les mouvements de ces malheureux. »

Le premier approvisionnement public en gaz était assuré par 13 lampes à gaz, chacune avec trois globes de verre le long du Pall Mall, à Londres en 1807. Le mérite en revient à l'inventeur et entrepreneur Fredrick Winsor et au plombier Thomas Sugg, qui ont fabriqué et posé les tuyaux. Le creusement des rues pour y poser des canalisations a nécessité une loi particulière, ce qui a retardé le développement de l'éclairage public et du gaz à usage domestique. Pendant ce temps, William Murdoch et son élève Samuel Clegg installaient un éclairage au gaz dans les usines et les lieux de travail, sans rencontrer de tels obstacles.

### Débuts de la production de gaz de charbon par gazéification
Dans les années 1850, toutes les villes de taille petite à moyenne disposaient d'une usine à gaz pour l'éclairage des rues. Les clients abonnés pourraient également avoir des canalisations vers leurs maisons. À cette époque, l'éclairage au gaz est rentré dans les mœurs. La lumière au gaz s'est répandue dans la classe moyenne et plus tard sont venues les cuisinières et les cuisinières à gaz.
Les années 1860 ont été l'âge d'or du développement du gaz de charbon. Des scientifiques comme Kekulé et Perkin ont percé les secrets de la chimie organique pour révéler comment le gaz est fabriqué et quelle est sa composition. De là sont nées de meilleures usines à gaz et les colorants violets de Perkin, comme la mauvéine. Dans les années 1850, des procédés de fabrication de gaz de producteur et de gaz à l'eau à partir de coke ont été développés. L'eau gazeuse non enrichie peut être décrite comme l'eau bleue (BWG).
Le gaz Mond, développé dans les années 1850 par Ludwig Mond, était un gaz de production fabriqué à partir de charbon au lieu de coke. Il contenait de l'ammoniac et du goudron de houille et était traité pour récupérer ces précieux composés.
Le Blue Water Gas (BWG) brûle avec une flamme non lumineuse, ce qui le rend impropre à l'éclairage. Le Carburetted Water Gas (CWG), développé dans les années 1860, est un BWG enrichi de gaz obtenus par pulvérisation d'huile dans une cornue chaude. Il a un pouvoir calorifique plus élevé et brûle avec une flamme lumineuse.
Le processus de gaz à l'eau carburée a été amélioré par Thaddeus S. C. Lowe en 1875. Le gazole était fixé dans le BWG par thermocraquage dans le carburateur et le surchauffeur du groupe électrogène CWG. Le CWG était la technologie dominante aux États-Unis des années 1880 aux années 1950, remplaçant la gazéification du charbon. CWG a un CV de 20 20 MJ/m3 soit un peu plus de la moitié de celui du gaz naturel.

### Développement de l'industrie du gaz de charbon au Royaume-Uni
L'avènement de l'éclairage au gaz incandescent dans les usines, les maisons et dans les rues, remplaçant les lampes à huile et les bougies par une lumière claire et constante, correspondant presque à la lumière du jour dans sa couleur, a transformé la nuit en jour pour beaucoup, rendant possible le travail de nuit dans les industries nécessitant de l'éclairage comme la filature, le tissage et la confection de vêtements, etc. La signification sociale de ce changement est difficile à apprécier pour les générations élevées avec un éclairage après la tombée de la nuit disponible en appuyant sur un interrupteur. Non seulement la production industrielle s'est accélérée, mais les rues ont été sécurisées, les relations sociales facilitées et la lecture et l'écriture généralisées. Des usines à gaz ont été construites dans presque toutes les villes, les rues principales étaient éclairées et le gaz était acheminé dans les rues jusqu'à la majorité des ménages urbains. L'invention du compteur à gaz et du compteur à prépaiement à la fin des années 1880 a joué un rôle important dans la vente de gaz de ville aux clients domestiques et commerciaux.

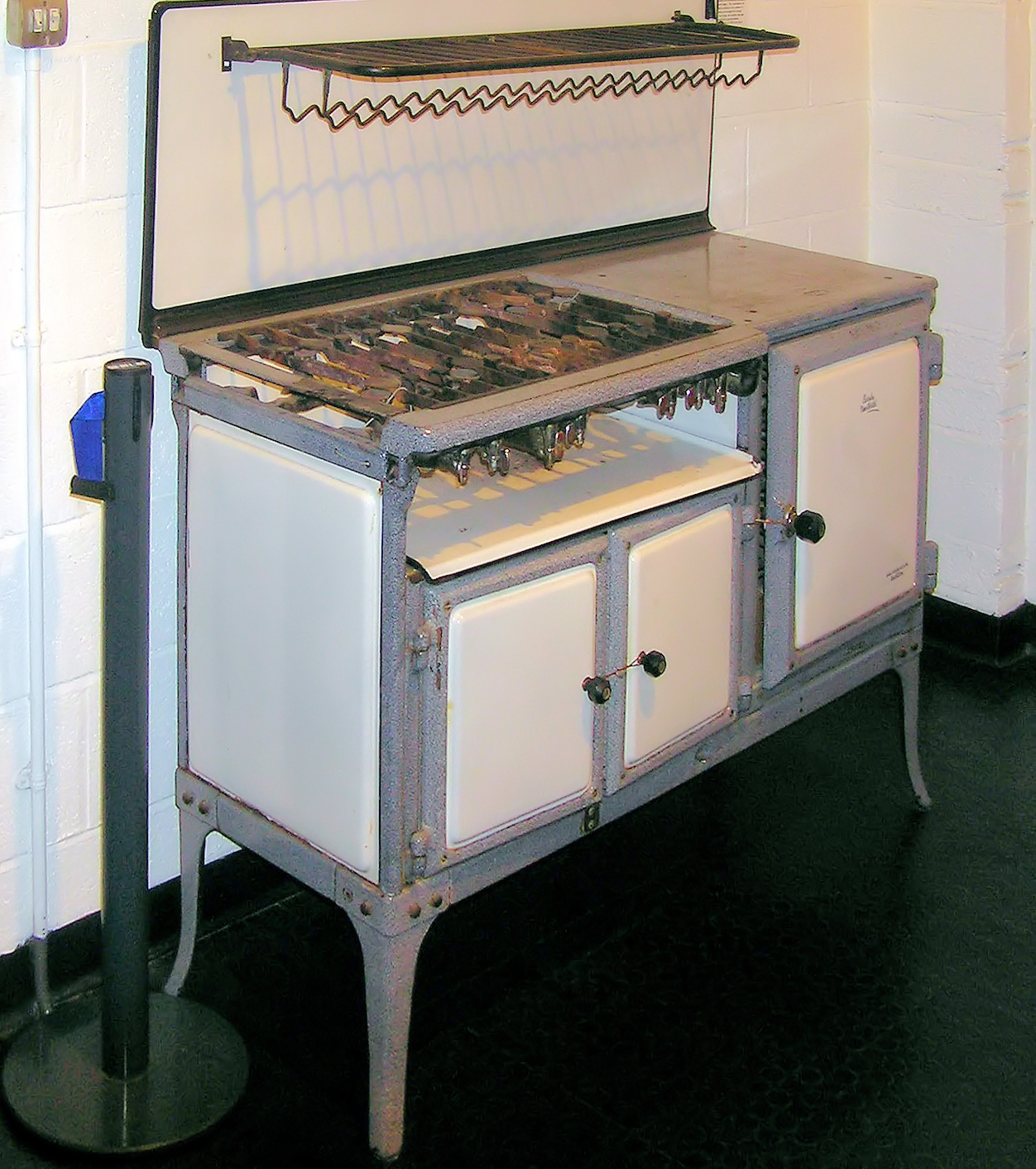
1934 cuisinière à gaz en Angleterre.

L'éducation et la formation de la main-d'œuvre nombreuse, les tentatives de standardisation des pratiques de fabrication et commerciales et la modération de la rivalité commerciale entre les sociétés d'approvisionnement ont incité la fondation d'associations de gestionnaires de gaz, d'abord en Écosse en 1861. Une association britannique des gestionnaires de gaz a été formée en 1863 à Manchester et, après une histoire mouvementée, est devenue la fondation de l'Institute of Gas Engineers (IGE). En 1903, reformée, elle a lancé des cours pour les étudiants de fabrication de gaz dans le City and Guilds of London Institute. L'IGE a obtenu la Charte royale en 1929. Les universités ont été lentes à répondre aux besoins de l'industrie et ce n'est qu'en 1908 que la première chaire des industries du charbon, du gaz et du combustible a été fondée à l'Université de Leeds. En 1926, la Gas Light and Coke Company a ouvert Watson House à côté de l'usine à gaz de Nine Elms. Au départ, il s'agissait d'un Laboratoire de recherche. Plus tard, il comprenait un centre de formation d'apprentis mais sa principale contribution était ses installations d'essai d'appareils à gaz, qui étaient mises à la disposition de l'ensemble de l'industrie, y compris les fabricants d'appareils à gaz. À l'aide de cette installation, l'industrie a établi non seulement des normes de sécurité, mais également des normes de performance pour la fabrication d'appareils à gaz et leur entretien dans les maisons des clients et les locaux commerciaux.
Pendant la Première Guerre mondiale, les sous-produits de l'industrie gazière, le phénol, le toluène, l'ammoniac et les composés soufrés étaient des ingrédients précieux pour les explosifs. Une grande partie du charbon destiné aux usines à gaz était expédié par mer et était vulnérable aux attaques ennemies. L'industrie du gaz était un gros employeur de commis, principalement des hommes avant la guerre. Mais l'avènement de la machine à écrire et de la dactylo a apporté un autre changement social important qui, contrairement à l'emploi des femmes dans l'industrie en temps de guerre, aura des effets durables.
L'entre-deux-guerres est marqué par le développement de la cornue verticale continue qui remplace de nombreuses cornues horizontales alimentées par lots. Il y avait des améliorations dans le stockage, en particulier le waterless gazomètre, et la distribution avec l'avènement des tubes en acier de 2-4 pouces pour transporter le gaz jusqu'à 50 psi (344,74 kPa) comme conduites d'alimentation par rapport aux tuyaux en fonte traditionnels fonctionnant à une moyenne de 2-3 pouces de jauge d'eau (500-750 Pa). Le benzole comme carburant pour véhicules et le goudron de houille comme principale matière première de l'industrie chimique organique émergente ont procuré à l'industrie du gaz des revenus substantiels. Le pétrole a supplanté le goudron de houille comme matière première principale de l'industrie chimique organique après la Seconde Guerre mondiale et la perte de ce marché a contribué aux problèmes économiques de l'industrie du gaz après la guerre.
Une grande variété d'appareils et d'utilisations pour le gaz développé au fil des ans. Feux de gaz, cuisinières à gaz, réfrigérateurs, machines à laver, fers à repasser à la main, pokers pour allumer les feux de charbon, des bains chauffés au gaz , des groupes contrôlés à distance des lampes à gaz, moteurs à gaz de divers types et, des années plus tard, l' air chaud à gaz et de l' eau chaude centrale le chauffage et la climatisation, qui ont tous apporté une immense contribution à l'amélioration de la qualité de vie dans les villes du monde entier. L'évolution de l'éclairage électrique mis à disposition par le réseau public a éteint la lumière du gaz, sauf là où se pratiquait le contretypage comme dans les merceries.

## Traitement

Schéma d'un gazéificateur Lurgi.

Lors de la gazéification, le charbon est soufflé avec de l'oxygène et de la vapeur (vapeur d'eau) tout en étant également chauffé (et dans certains cas mis sous pression). Si le charbon est chauffé par des sources de chaleur externes, le processus est appelé « allothermique », tandis que le processus « autothermique » suppose le chauffage du charbon via des réactions chimiques exothermiques se produisant à l'intérieur du gazéifieur lui-même. Il est essentiel que le comburant fourni soit insuffisant pour une oxydation complète (combustion) du combustible. Au cours des réactions mentionnées, les molécules d'oxygène et d'eau oxydent le charbon et produisent un mélange gazeux de dioxyde de carbone (CO2), de monoxyde de carbone (CO), de vapeur d'eau (H2O) et d'hydrogène moléculaire (H2). Certains sous-produits comme le goudron, les phénols, etc. sont également des produits finaux possibles, selon la technologie de gazéification spécifique utilisée. Ce processus a été mené in situ dans des veines de charbon naturelles (alors appelé gazéification souterraine du charbon) et dans des raffineries de charbon. Le produit final souhaité est généralement du gaz de synthèse (c'est-à-dire une combinaison de H2 + CO), mais le gaz de charbon produit peut également être davantage raffiné pour produire des quantités supplémentaires de H2 :
3C (charbon) + O2 + H2O → H2 + 3CO
Si le raffineur souhaite produire des alcanes, c'est-à-dire des hydrocarbures présents dans le gaz naturel, l'essence et le diesel, le gaz de charbon est collecté à ce stade et acheminé vers un réacteur Fischer-Tropsch. Si, cependant, l'hydrogène est le produit final souhaité, le gaz de charbon (principalement le produit CO) subit la réaction de conversion du gaz à l'eau où plus d'hydrogène est produit par une réaction supplémentaire avec la vapeur d'eau :
CO + H2O → CO2 + H2
Bien qu'il existe actuellement d'autres technologies de gazéification du charbon, toutes emploient, en général, les mêmes procédés chimiques. Pour les charbons de qualité inférieure (c'est-à-dire les « charbons bruns ») qui contiennent des quantités importantes d'eau, on utilise des technologies dans lesquelles aucune vapeur n'est requise pendant la réaction, le charbon (carbone) et l'oxygène étant les seuls réactifs. De plus, certaines technologies de gazéification du charbon ne nécessitent pas de pressions élevées. Certains utilisent du charbon pulvérisé comme combustible tandis que d'autres travaillent avec des fractions relativement importantes de charbon. Les technologies de gazéification varient également dans la manière dont le soufflage est fourni.

### Soufflage direct
Le soufflage direct suppose que le charbon et le comburant sont alimentés l'un vers l'autre depuis les canaux opposés du réacteur. Dans ce cas, le comburant traverse le coke et (plus probablement) les cendres vers la zone de réaction où il interagit avec le charbon. Le gaz chaud produit laisse ensuite passer le carburant frais et le chauffe en absorbant certains produits de destruction thermique du carburant, tels que les goudrons et les phénols. Ainsi, le gaz nécessite un raffinage important avant d'être utilisé dans la réaction de Fischer-Tropsch. Les produits du raffinage sont hautement toxiques et nécessitent des installations spéciales pour leur utilisation. En conséquence, l'installation utilisant les technologies décrites doit être très grande pour être économiquement efficace. L'une de ces usines appelée SASOL est située en République d'Afrique du Sud. Elle a été construite en raison de l'embargo appliqué au pays l'empêchant d'importer du pétrole et du gaz naturel. L'Afrique du Sud est riche en charbon bitumineux et en anthracite et a pu organiser l'utilisation du procédé de gazéification à haute pression bien connu Lurgi, développé en Allemagne dans la première moitié du XXe siècle.

### Soufflage inversé
Le soufflage inversé (par rapport au type décrit précédemment qui a été inventé en premier) suppose que le charbon et le comburant sont fournis du même côté du réacteur. Dans ce cas, il n'y a pas d'interaction chimique entre le charbon et le comburant avant la zone de réaction. Le gaz produit dans la zone de réaction laisse passer des produits solides de gazéification (coke et cendres), et le CO2 et H2O contenus dans le gaz sont en outre restitués chimiquement en CO et H2. Par rapport à la technologie de « soufflage direct », aucun sous-produit toxique n'est présent dans le gaz : ceux-ci sont désactivés dans la zone de réaction. Ce type de gazéification a été développé dans la première moitié du XXe siècle, en même temps que le « soufflage direct », mais le taux de production de gaz y est nettement inférieur à celui du « soufflage direct » et il n'y a pas eu d'autres efforts pour développer le processus jusqu'aux années 1980, lorsque le centre de recherche soviétique KATEKNIIUgol' (Institut de R. & D. pour le développement du gisement de charbon de Kansk-Achinsk) a mis au point la technologie maintenant connue sous le nom de processus « TERMOKOKS-S ». La raison du regain d'intérêt pour ce type de procédé de gazéification est qu'il est écologiquement propre et capable de produire deux types de produits utiles (simultanément ou séparément) : le gaz (soit combustible soit gaz de synthèse) et le coke à moyenne température. Le premier peut être utilisé comme combustible pour les chaudières à gaz et les générateurs diesel ou comme gaz de synthèse pour la production d'essence, etc., le second - comme combustible technologique dans la métallurgie, comme absorbant chimique ou comme matière première pour les briquettes de combustible domestique. La combustion du gaz produit dans les chaudières à gaz est écologiquement plus propre que la combustion du charbon initial. Ainsi, une usine utilisant la technologie de gazéification du « soufflage inversé » est capable de produire deux produits de valeur dont l'un a un coût de production presque nul puisqu'il est couvert par le prix du marché concurrentiel de l'autre. Alors que l'Union soviétique et son KATEKNIIUgol ont cessé d'exister, la technologie a été adoptée par les scientifiques qui l'ont développée à l'origine et fait maintenant l'objet de recherches approfondies en Russie et se trouve employée sous licence commerciale dans le monde entier. Les usines qui l'utilisent fonctionnent à Oulan-Bator en Mongolie et à Krasnoïarsk en Russie.

### Gazéification à lit d'air sous pression
La technologie de gazéification à lit d'air sous pression a été créée grâce au développement conjoint entre Wison Group et Shell et baptisée Hybrid. Hybrid est une technologie avancée de gazéification du charbon pulvérisé, cette technologie combinée aux avantages existants de la chaudière de récupération de chaleur, Shell SCGP, comprend plus qu'un simple système de transport, un agencement de brûleurs de gazéification sous pression de charbon pulvérisé, une paroi d'eau à membrane de brûleur à jet latéral et la décharge intermittente a été entièrement validée dans l'usine SCGP existante comme une technologie mature et fiable, en même temps, elle a supprimé les complications de processus existantes et dans le refroidisseur de gaz de synthèse (bac à déchets) et les filtres [cendres volantes] qui ont facilement échoué, et combiné la technologie actuelle de gazéification existante qui est largement utilisée dans le processus de trempe au gaz synthétique. Il conserve non seulement la chaudière à chaleur résiduelle Shell SCGP d'origine des caractéristiques du charbon de forte adaptabilité et sa capacité à évoluer facilement, mais absorbe également les avantages de la technologie de trempe existante.

### Gazéification souterraine du charbon
La gazéification souterraine du charbon (UCG) est un procédé industriel qui est réalisé dans des filons de charbon non exploités. Il implique l'injection d'un agent oxydant gazeux, généralement de l'oxygène ou de l'air, et l'apport du gaz produit résultant à la surface à travers des puits de production forés à partir de la surface. Le gaz produit peut être utilisé comme matière première chimique ou comme combustible pour la production d'électricité. La technique peut être appliquée à des ressources qui, autrement, ne sont pas économiques à extraire. Il offre également une alternative aux méthodes conventionnelles d'extraction du charbon. Par rapport à l'extraction du charbon et à la gazéification traditionnelles, l'UCG a moins d'impact environnemental et social, bien que des préoccupations environnementales existent, notamment le potentiel de contamination des aquifères.

### Technologie de capture du carbone
La capture, l'utilisation et la séquestration (ou stockage) du carbone sont de plus en plus utilisées dans les projets modernes de gazéification du charbon pour répondre aux problèmes d'émissions de gaz à effet de serre associés à l'utilisation du charbon et des combustibles carbonés. À cet égard, la gazéification présente un avantage significatif par rapport à la combustion conventionnelle du charbon d'extraction, dans laquelle le CO2 résultant de la combustion est considérablement dilué par l'azote et l'oxygène résiduel des gaz de combustion à pression proche de l'ambiante, ce qui la rend relativement difficile, énergivore et coûteux pour capturer le CO2 (ceci est connu sous le nom de « post-combustion » de capture du CO2).
Dans la gazéification, en revanche, l'oxygène est normalement fourni aux gazéifieurs et juste assez de combustible est brûlé pour fournir la chaleur nécessaire à la gazéification du reste ; de plus, la gazéification est souvent produite à pression élevée. Le gaz de synthèse résultant est généralement à une pression plus élevée et n'est pas dilué par de l'azote, ce qui permet une élimination beaucoup plus facile, efficace et moins coûteuse du CO2. La capacité unique du cycle combiné de gazéification et de gazéification intégrée à éliminer facilement le CO2 du gaz de synthèse avant sa combustion dans une turbine à gaz (appelée captage du CO2 en "pré-combustion") ou son utilisation dans la synthèse de carburants ou de produits chimiques est l'un de ses avantages significatifs par rapport à systèmes conventionnels d'utilisation du charbon.

#### Options technologiques de captage duCO2
Tous les procédés de conversion basés sur la gazéification du charbon nécessitent l'élimination du sulfure d'hydrogène (H2S, un gaz acide) du gaz de synthèse dans les configurations des réacteurs. Les procédés typiques d'élimination des gaz acides (AGR) utilisés pour la conception de la gazéification sont soit un système de solvant chimique (par exemple, des systèmes de traitement des gaz aminés basés sur la MDEA, par exemple) soit un système de solvant physique (par exemple, Rectisol ou Selexol). Le choix du procédé dépend principalement des exigences et des coûts de nettoyage du gaz de synthèse. Les procédés AGR chimiques/physiques conventionnels utilisant le MDEA, le Rectisol ou le Selexol sont des technologies commercialement éprouvées et peuvent être conçus pour l'élimination sélective du CO2 en plus du H2S d'un flux de gaz de synthèse. Pour une capture significative du CO2 d'une usine de gazéification (par exemple > 80%), le CO dans le gaz de synthèse doit d'abord être converti en CO2 et en hydrogène (H2) via une étape de transfert eau-gaz (WGS) en amont de l'usine AGR.
Pour les applications de gazéification, ou le cycle combiné de gazéification intégrée (IGCC), les modifications de l'usine nécessaires pour ajouter la capacité de capturer le CO2 sont minimes. Les gaz de synthèse produit par les besoins des gazogènes à traiter par divers procédés pour l'élimination des impuretés déjà dans le flux de gaz, de sorte que tout ce qui est nécessaire pour éliminer le CO2 est d'ajouter l'équipement nécessaire, un absorbeur et régénérateur, à ce train de processus.
Dans les applications de combustion, des modifications doivent être apportées à la cheminée d'échappement et en raison des concentrations plus faibles de CO2 présentes dans les gaz d'échappement, des volumes de gaz totaux beaucoup plus importants nécessitent un traitement, nécessitant des équipements plus gros et plus coûteux.

#### Cycle combiné à gazéification intégrée aux États-Unis avec capture et utilisation ou stockage duCO2
Le projet de centrale à cycle combiné à gazéification intégrée (Integrated Gasification Combined Cycle, IGCC) de Kemper de Mississippi Power a été conçu comme une centrale IGCC à combustible lignite, générant une puissance nette de 524 MW à partir de gaz de synthèse, tout en capturant plus de 65 % du CO2 généré à l'aide du procédé Selexol. La technologie de l'installation de Kemper, Transport-Integrated Gasification (TRIG), a été développée et est autorisée par KBR. Le CO2 sera envoyé par pipeline vers les champs pétroliers épuisés du Mississippi pour des opérations de récupération assistée du pétrole. La centrale a raté tous ses objectifs et les plans de production de « charbon propre » ont été abandonnés en juillet 2017. L'usine devrait continuer à brûler du gaz naturel uniquement.
Hydrogen Energy California (HECA) sera une centrale de polygénération IGCC de 300 MW nette, alimentée au charbon et au coke de pétrole (produisant de l'hydrogène pour la production d'électricité et la fabrication d'engrais). Quatre-vingt-dix pour cent du CO2 produit sera capté (à l'aide de Rectisol) et transporté au champ pétrolifère d'Elk Hills pour l'EOR, permettant la récupération de 5 millions de barils supplémentaires de pétrole domestique par an. Le 4 mars 2016, la California Energy Commission a ordonné la clôture de la demande HECA.
Le Texas Clean Energy Project (TCEP) de Summit sera un projet d'électricité/polygénération de 400 MW basé sur l'IGCC (produisant également des engrais à base d'urée), qui captera 90 % de son CO2 en précombustion à l'aide du procédé Rectisol. Le CO2 non utilisé dans la fabrication d'engrais sera utilisé pour la récupération améliorée du pétrole dans le bassin permien de l'ouest du Texas.
Des usines telles que le Texas Clean Energy Project qui utilisent le captage et le stockage du carbone ont été présentées comme une solution partielle ou provisoire aux problèmes de réglementation si elles peuvent être rendues économiquement viables par une conception améliorée et une production de masse. Il y a eu une opposition de la part des organismes de réglementation des services publics et des contribuables en raison de l'augmentation des coûts ; et des écologistes tels que Bill McKibben, qui considèrent toute utilisation continue de combustibles fossiles comme contre-productive.

## Sous-produits
Les sous-produits de la fabrication du gaz de houille comprenaient le coke, le goudron de houille, le soufre et l'ammoniac ; tous les produits utiles. Les colorants, les médicaments, y compris les sulfamides, la saccharine et de nombreux composés organiques sont donc dérivés du gaz de charbon.
Le coke est utilisé comme combustible sans fumée et pour la fabrication de gaz à l'eau et de gaz de production. Le goudron de houille est soumis à une distillation fractionnée pour récupérer divers produits, notamment :
- le goudron, pour revêtement routier ;
- le benzol, un carburant ;
- le créosote, un agent de préservation du bois ;
- le phénol, utilisé dans la fabrication de matières plastiques ;
- les crésols, désinfectants.

Le soufre est utilisé dans la fabrication d'acide sulfurique et l'ammoniac est utilisé dans la fabrication d'engrais.

## Commercialisation
Selon le Gasification and Syngas Technologies Council, une association professionnelle, 272 usines de gazéification sont en exploitation dans le monde, comprenant 686 gazéifieurs et 74 usines avec 238 gazéifieurs en construction. La plupart d'entre elles utilisent le charbon comme matière première.
En 2017, l'expansion à grande échelle de l'industrie de la gazéification du charbon ne se produisait qu'en Chine, où les gouvernements locaux et les sociétés énergétiques encouragent l'industrie à créer des emplois et un marché pour le charbon. Pour la plupart, les usines sont situées dans des zones reculées riches en charbon.
Le gouvernement central est conscient des conflits avec les objectifs environnementaux : en plus de produire beaucoup de dioxyde de carbone, les usines utilisent beaucoup d'eau dans les zones où l'eau est rare.

## Impact environnemental

### Impact environnemental de l'industrie du gaz de charbon manufacturé

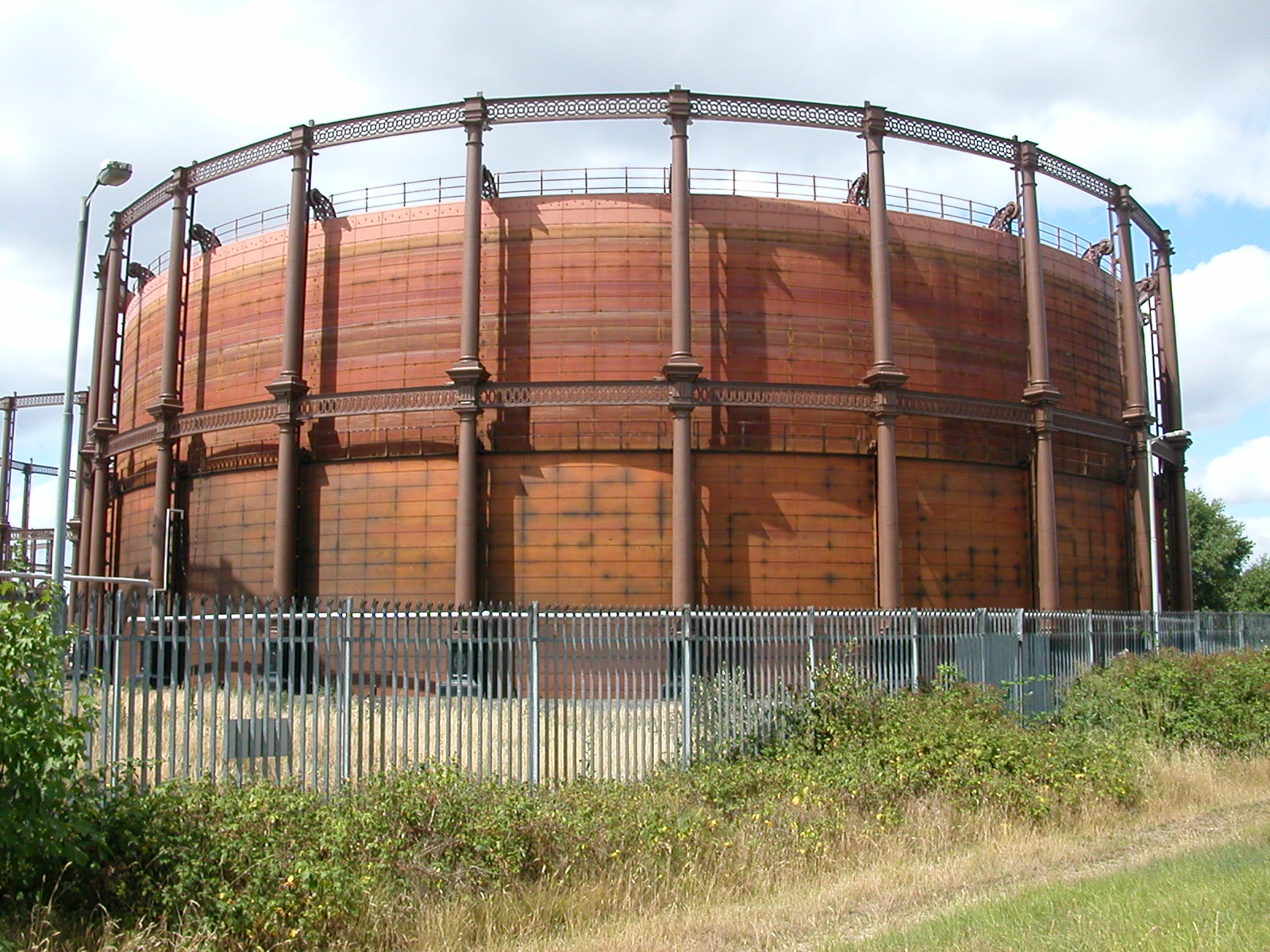
Gazomètre à West Ham, Royaume-Uni.

Depuis son développement initial jusqu'à l'adoption à grande échelle du gaz naturel, plus de 50 000 usines de gaz manufacturé existaient pour les seuls États-Unis. Le processus de fabrication du gaz produisait généralement un certain nombre de sous-produits qui contaminaient le sol et les eaux souterraines à l'intérieur et autour de l'usine de fabrication. Par conséquent, de nombreuses anciennes usines de gaz de ville constituent une grave préoccupation environnementale et les coûts de nettoyage et d'assainissement sont souvent élevés. Les usines de fabrication de gaz (PGM) étaient généralement situées à proximité ou à côté de voies navigables utilisées pour le transport du charbon et pour le rejet d'eaux usées contaminées par du goudron, de l'ammoniac et/ou des huiles d'égouttement, ainsi que des goudrons de déchets purs et des émulsions de goudron-eau.
Au tout début des opérations de MGP, le goudron de houille était considéré comme un déchet et souvent rejeté dans l'environnement à l'intérieur et autour des sites de l'usine. Alors que les utilisations du goudron de houille se sont développées à la fin du XIXe siècle, le marché du goudron variait et les usines qui ne pouvaient pas vendre de goudron à un moment donné pouvaient stocker le goudron pour une utilisation future, tenter de le brûler comme combustible de chaudière ou jeter le goudron comme déchet. Généralement, les goudrons résiduels étaient éliminés dans d'anciens gazomètres, des galeries ou même des puits de mine (le cas échéant). Au fil du temps, les goudrons résiduaires se dégradent avec des phénols, du benzène (et d'autres monoaromatiques — BTEX) et des hydrocarbures aromatiques polycycliques libérés sous forme de panaches de polluants qui peuvent s'échapper dans l'environnement immédiat. Les autres déchets comprenaient le « blue billy », qui est un composé de ferricyanure ferrique — la couleur bleue provient du bleu de Prusse, qui était commercialement utilisé comme colorant. Le blue billy est généralement un matériau granulaire et était parfois vendu localement avec le slogan « résultats sans mauvaises herbes garantis ». La présence de billy bleu peut donner aux déchets d'usine à gaz une odeur caractéristique de moisi/d'amandes amères ou de massepain en association du gaz cyanure.
Le passage au procédé carburetted water gas a initialement entraîné une production réduite de goudron de gaz à l'eau par rapport au volume de goudrons de houille. L'avènement des automobiles a réduit la disponibilité du naphta pour l'huile de carburation, car ce composé était un carburant recherché. Les PGM qui sont passés à des qualités d'huile plus lourdes ont souvent rencontré des problèmes avec la production d'émulsions de goudron-eau, qui étaient difficiles, longues et coûteuses à briser. La cause des émulsions d'eau de changement de goudron est complexe et était liée à plusieurs facteurs, notamment le carbone libre dans l'huile de carburation et la substitution du charbon bitumineux comme matière première au lieu du coke. La production de grands volumes d'émulsions goudron-eau a rapidement rempli la capacité de stockage disponible dans les MGP et la direction de l'usine a souvent déversé les émulsions dans des fosses, d'où elles ont pu ou non être récupérées plus tard. Même si les émulsions étaient récupérées, les dommages environnementaux causés par les gaz de goudrons dans des fosses non-couvertes subsistaient. Le déversement d'émulsions (et d'autres résidus de goudron tels que les boues de goudron, les fonds de réservoir et les goudrons non conformes) dans le sol et les eaux autour des PGM est un facteur important de la pollution constatée dans les anciennes usines à gaz manufacturées (appelées « FMGP » en assainissement de l'environnement) aujourd'hui.
Les contaminants couramment associés aux FMGP comprennent :
- BTEX
  - Diffusé à partir de dépôts de goudrons de charbon/gaz
  - Fuites d'huile de carburateur/huile légère
  - Fuites des pots d'égouttement, qui ont collecté les hydrocarbures condensables du gaz
- Déchets/boues de goudron de houille
  - Se trouve généralement dans les puisards des gazomètres et des bassins de décantation.
  - Les boues de goudron de houille n'ont aucune valeur de revente et ont donc toujours été déversées.
- Les composés organiques volatils
- Hydrocarbures aromatiques polycycliques (HAP)
  - Présents dans le goudron de houille, le goudron de gaz et le brai à des concentrations importantes.
- Métaux lourds
  - Soudure au plomb pour conduites de gaz, canalisations en plomb, cendres de charbon.
- Cyanure
  - Les déchets d'épuration contiennent de grandes quantités de ferrocyanures complexes.
- Noir de fumée
  - Uniquement trouvé là où le pétrole brut était utilisé comme matière première de gazéification.
- Émulsions de goudron

Le goudron de houille et les boues de goudron de houille sont souvent plus denses que l'eau et sont présents dans l'environnement sous la forme d'une phase liquide dense non-aqueuse.
Au Royaume-Uni, un certain nombre d'anciens sites d'usines à gaz ont été réaménagés à des fins résidentielles et autres (y compris le Millennium Dome), étant considérés comme des terrains aménageables de premier ordre dans les limites des limites de la ville. De telles opportunités de développement conduisent maintenant à des problèmes liés à la planification et au régime des terres contaminées et ont récemment[Quand ?] fait l'objet d'un débat à la Chambre des communes.

### Impact environnemental de la gazéification du charbon moderne
Les processus de gazéification du charbon nécessitent des contrôles et des mesures de prévention de la pollution pour atténuer les émissions de polluants, [réf. à confirmer]. Les polluants ou les émissions préoccupantes dans le contexte de la gazéification du charbon comprennent principalement :[réf. nécessaire]

#### Les cendres et les scories
Les gazéifieurs sans scories produisent des cendres sèches similaires à celles produites par la combustion conventionnelle du charbon, ce qui peut constituer un passif environnemental si les cendres (contenant généralement des métaux lourds) sont lixiviables ou caustiques, et si les cendres doivent être stockées dans des bassins à cendres. Les gazéifieurs de scories, qui sont utilisés dans de nombreuses applications majeures de gazéification du charbon dans le monde, présentent un avantage considérable en ce que les composants des cendres sont fondus dans un laitier vitreux, capturant les traces de métaux lourds dans la matrice vitreuse non lixiviable, rendant le matériau non-toxique. Ce laitier sans danger a de multiples utilisations bénéfiques telles que les agrégats dans le béton, les agrégats dans l'asphalte pour la construction de routes, les gravillons dans le décapage abrasif, les granulés de toiture, etc.

#### Dioxyde de carbone
Le CO2 a un rôle essentiel dans le changement climatique mondial.

#### Dioxyde de soufre
En règle générale, le charbon contient de 0,2 à 5 % de soufre en poids sec, qui se transforme en H2S et en COS dans les gazéifieurs en raison des températures élevées et des faibles niveaux d'oxygène. Ces « gaz acides » sont éliminés du gaz de synthèse produit par les gazéifieurs par un équipement d'élimination dédié avant que le gaz de synthèse ne soit brûlé dans la turbine à gaz pour produire de l'électricité, ou avant son utilisation dans la synthèse de carburants.

#### Oxydes d'azote
L'oxyde d'azote NOx regroupe l'oxyde nitrique (NO) et le dioxyde d'azote (NO2-). Le charbon contient généralement entre 0,5 et 3 pour cent d'azote sur une base de poids sec, dont la plupart se transforme en azote gazeux inoffensif. De faibles niveaux d'ammoniac et de cyanure d'hydrogène sont produits et doivent être éliminés pendant le processus de refroidissement du gaz de synthèse. Dans le cas de la production d'énergie, de NOx peut aussi être formé en aval par la combustion du gaz de synthèse dans les turbines.

#### Autres
- Mercure
- Arsenic
- Particules (PM)

Les cendres se forment lors de la gazéification à partir des impuretés inorganiques du charbon. Certaines de ces impuretés réagissent pour former des solides microscopiques qui peuvent être mis en suspension dans le gaz de synthèse produit par la gazéification.